# 戸狩野沢温泉駅
戸狩野沢温泉駅（とがりのざわおんせんえき）は、長野県飯山市大字照里にある、東日本旅客鉄道（JR東日本）飯山線の駅である。

## 概要
駅名の通り、戸狩温泉への玄関口となる駅である。飯山線の長野県側においての運転上の要衝となっているため、当駅を始発・終着とする列車が多い。当駅から豊野方面は運転本数が多く、ほとんどの時間帯において1時間 - 1時間30分に1本の割合で運転されている一方、十日町方面は1日8往復のみの運転である。当駅を上下線通して運行される列車では、当駅で車両増結、分割が行われる場合もある。夜間滞泊は2本設定されている。
かつては駅名が示す通り野沢温泉村にある野沢温泉への玄関口でもあったが、2015年（平成27年）3月14日の北陸新幹線金沢延伸開業後はバス路線が飯山駅のみの発着となり、当駅からのバス路線は全て廃止された。これに伴う駅名の変更は行われず駅名ながら野沢温泉に接続できない駅となった。。
駅名が6文字（仮名表記では長野県内のJR線では最長）とやや長いこともあり、一部の駅掲示時刻表では旧駅名である「戸狩」と略した表記もみられる。

## 歴史
- 1923年（大正12年）7月6日：飯山鉄道の飯山駅 - 桑名川駅間延伸開業時に戸狩駅として開業[1]。
- 1944年（昭和19年）6月1日：国有化され、運輸通信省（のちの日本国有鉄道）飯山線の駅となる[4]。
- 1970年（昭和45年）10月1日：貨物の取り扱いを廃止[4]。
- 1982年（昭和57年）10月31日：業務委託駅となる[5]。
- 1984年（昭和59年）2月1日：荷物の扱いを廃止[4]。
- 1987年（昭和62年）
  - 3月1日：戸狩野沢温泉駅に改称[1][4]。
  - 4月1日：国鉄分割民営化により、JR東日本の駅となる[4]。
- 1993年（平成5年）
  - 8月：駅舎改築工事に着手[6]。
  - 12月：旧駅舎から15メートル十日町駅寄りの位置に[6]現行駅舎が竣工[1][7]。
- 1996年（平成8年）秋：駅舎側と駅西側とを結ぶ自由通路が完成[8]。
- 1997年（平成9年）12月：駅西側に西口広場が完成[8]。

## 駅構造
島式ホーム1面2線を有する地上駅。駅舎からホームへの移動は、構内踏切を利用する。留置線を有する。駅舎は1993年（平成5年）に改築された鉄骨造2階建てで、総工費1億3000万円。そのうち1億円を地元の商工会議所が負担した。
飯山駅管理の直営駅である。みどりの窓口と自動券売機が設置されている。かつてはKIOSKも営業していた。

### のりば
| 番線 | 路線    | 方向 | 行先                 | 備考     |
| ---- | ------- | ---- | -------------------- | -------- |
| 1    | ■飯山線 | 上り | 長野方面             |          |
| 1    | ■飯山線 | 下り | 十日町・越後川口方面 | 当駅始発 |
| 2    | ■飯山線 | 上り | 長野方面             | 当駅始発 |
| 2    | ■飯山線 | 下り | 十日町・越後川口方面 |          |

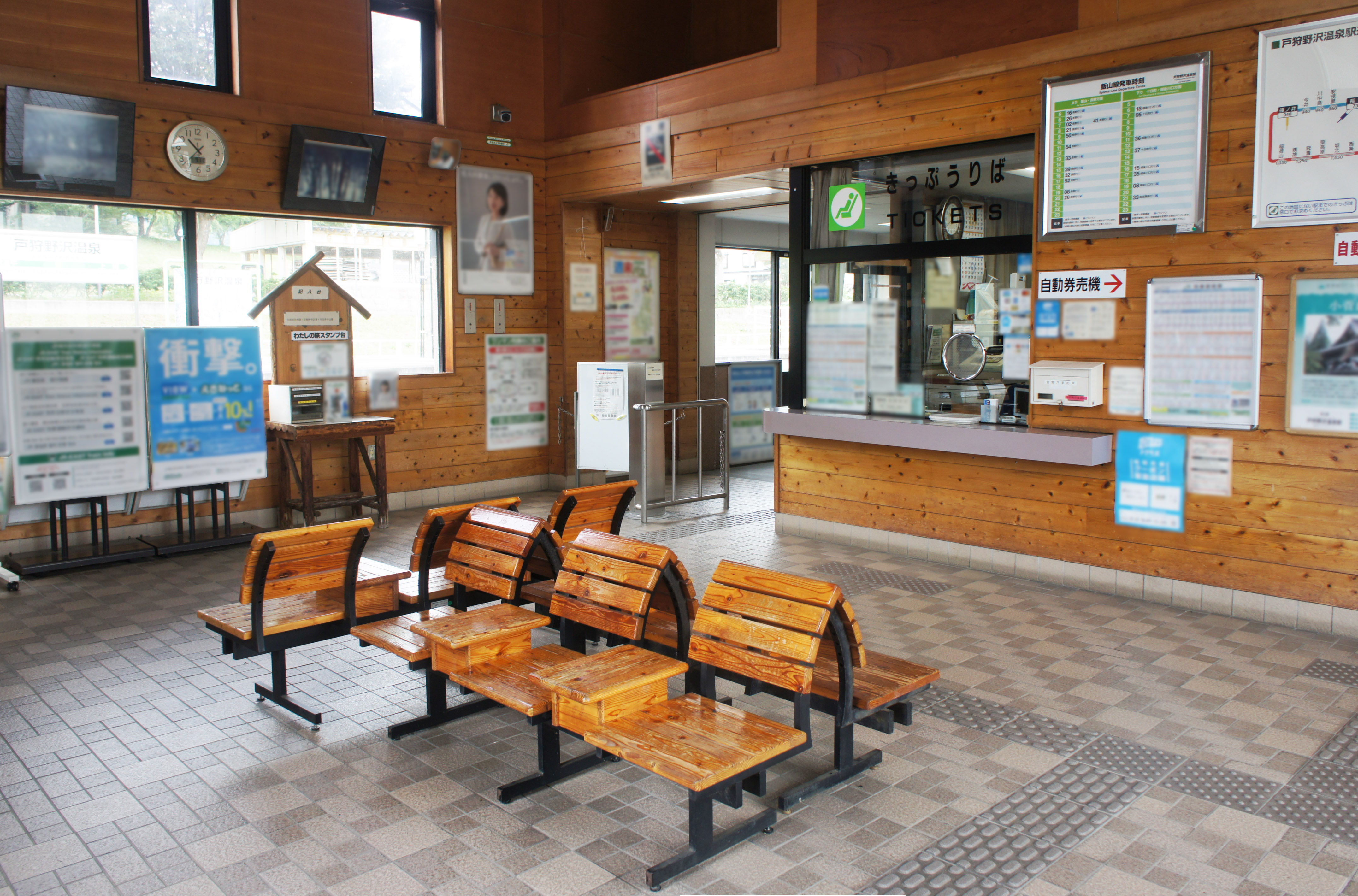
待合室（2021年9月）
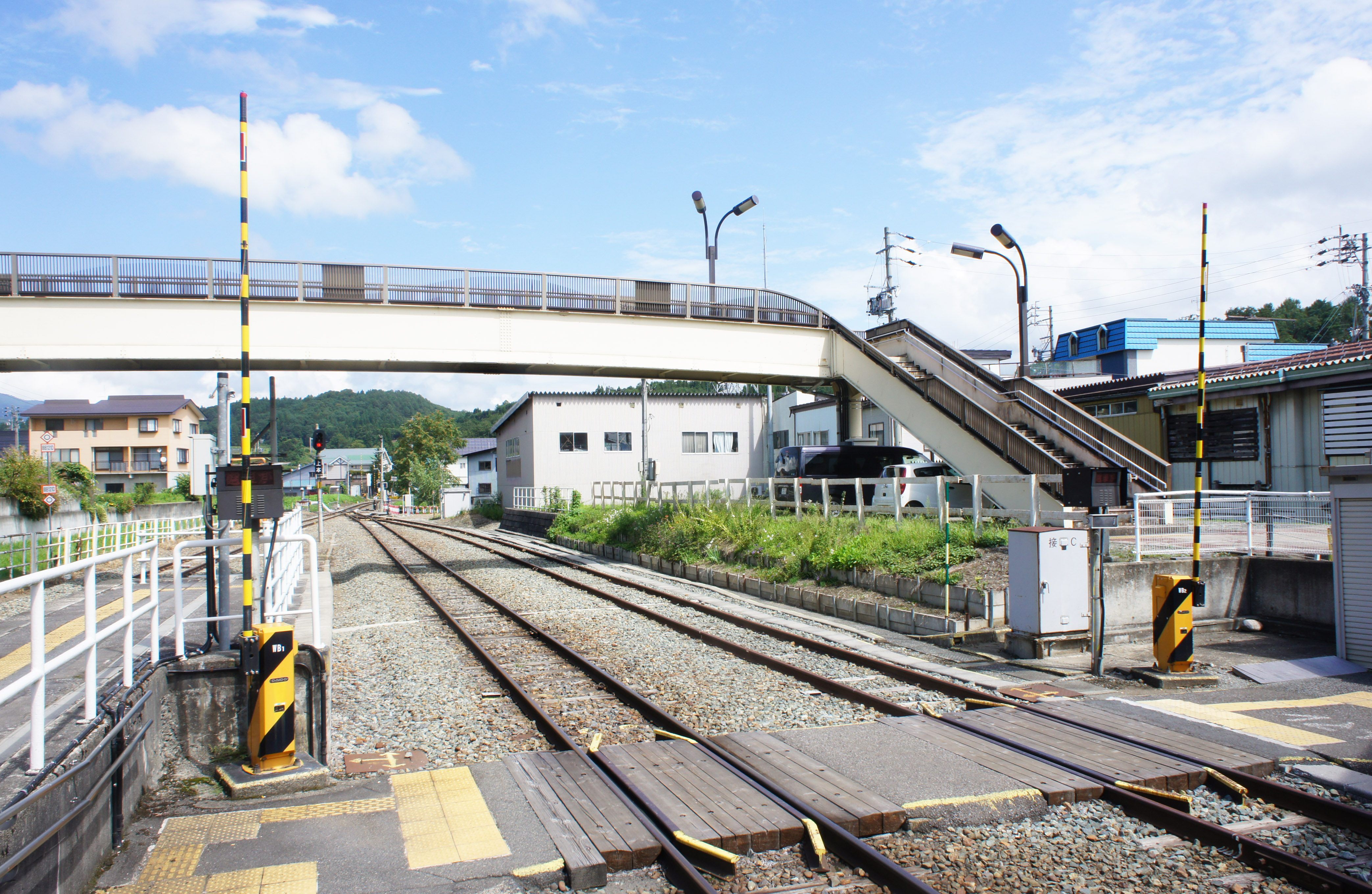
構内踏切（2021年9月）
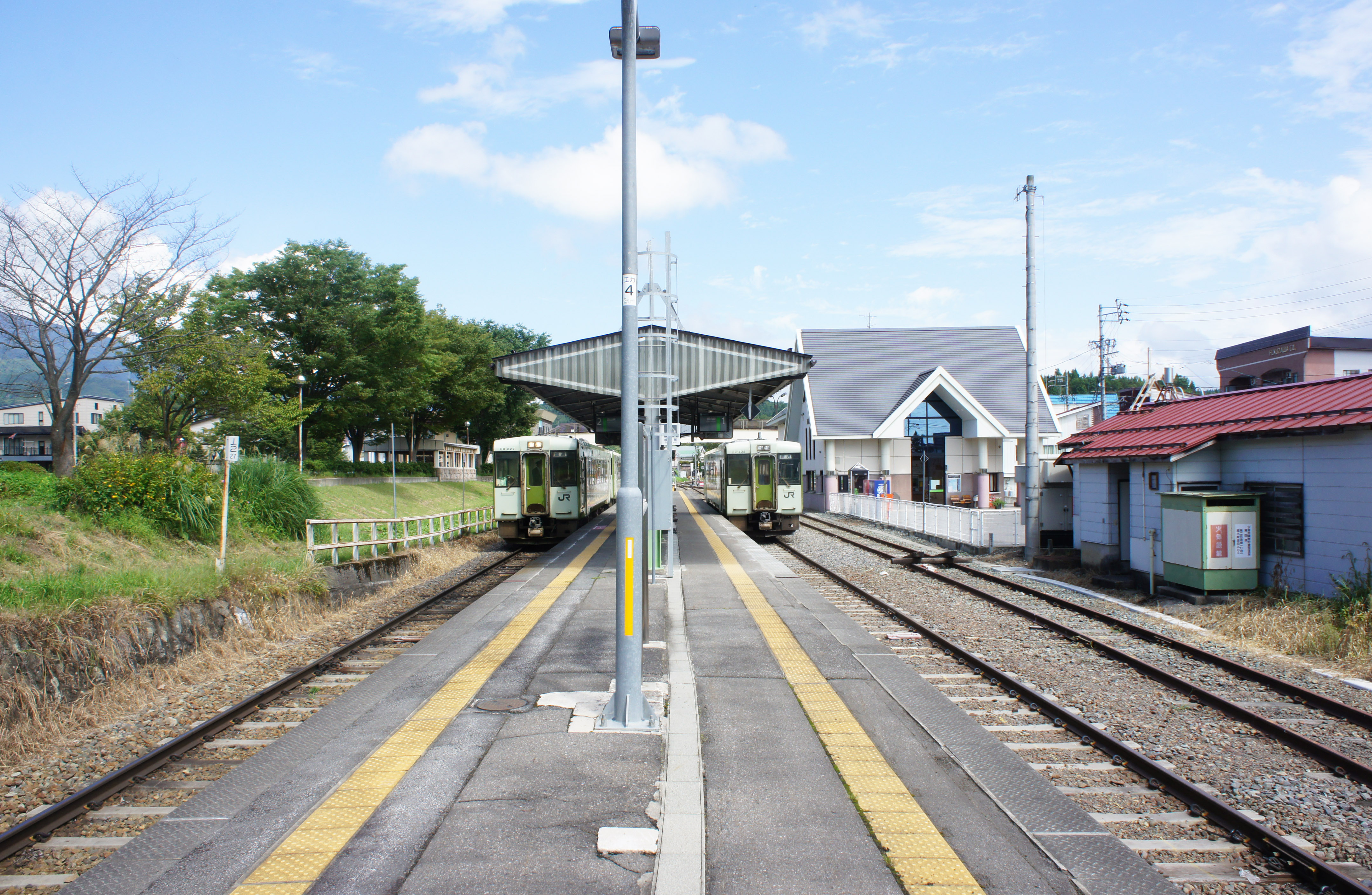
ホーム（2021年9月）

## 利用状況
JR東日本によると、2023年度（令和5年度）の1日平均乗車人員は126人である。
2000年度（平成12年度）以降の推移は以下のとおりである。
| 1日平均乗車人員推移 | 1日平均乗車人員推移 | 1日平均乗車人員推移 | 1日平均乗車人員推移 | 1日平均乗車人員推移 |
| 年度                | 定期外              | 定期                | 合計                | 出典                |
| ------------------- | ------------------- | ------------------- | ------------------- | ------------------- |
| 2000年（平成12年）  |                     |                     | 443                 | [ 利用客数 2 ]      |
| 2001年（平成13年）  |                     |                     | 404                 | [ 利用客数 3 ]      |
| 2002年（平成14年）  |                     |                     | 415                 | [ 利用客数 4 ]      |
| 2003年（平成15年）  |                     |                     | 415                 | [ 利用客数 5 ]      |
| 2004年（平成16年）  |                     |                     | 362                 | [ 利用客数 6 ]      |
| 2005年（平成17年）  |                     |                     | 350                 | [ 利用客数 7 ]      |
| 2006年（平成18年）  |                     |                     | 345                 | [ 利用客数 8 ]      |
| 2007年（平成19年）  |                     |                     | 351                 | [ 利用客数 9 ]      |
| 2008年（平成20年）  |                     |                     | 314                 | [ 利用客数 10 ]     |
| 2009年（平成21年）  |                     |                     | 316                 | [ 利用客数 11 ]     |
| 2010年（平成22年）  |                     |                     | 299                 | [ 利用客数 12 ]     |
| 2011年（平成23年）  |                     |                     | 301                 | [ 利用客数 13 ]     |
| 2012年（平成24年）  | 120                 | 177                 | 298                 | [ 利用客数 14 ]     |
| 2013年（平成25年）  | 120                 | 176                 | 297                 | [ 利用客数 15 ]     |
| 2014年（平成26年）  | 115                 | 139                 | 254                 | [ 利用客数 16 ]     |
| 2015年（平成27年）  | 61                  | 123                 | 185                 | [ 利用客数 17 ]     |
| 2016年（平成28年）  | 53                  | 107                 | 160                 | [ 利用客数 18 ]     |
| 2017年（平成29年）  | 45                  | 102                 | 148                 | [ 利用客数 19 ]     |
| 2018年（平成30年）  | 47                  | 102                 | 150                 | [ 利用客数 20 ]     |
| 2019年（令和元年）  | 40                  | 101                 | 141                 | [ 利用客数 21 ]     |
| 2020年（令和02年）  | 23                  | 101                 | 124                 | [ 利用客数 22 ]     |
| 2021年（令和03年）  | 25                  | 99                  | 125                 | [ 利用客数 23 ]     |
| 2022年（令和04年）  | 35                  | 89                  | 125                 | [ 利用客数 24 ]     |
| 2023年（令和05年）  | 39                  | 87                  | 126                 | [ 利用客数 1 ]      |

## 駅周辺
- 戸狩温泉・戸狩温泉スキー場 - 当駅のほか、3つ隣の飯山駅からバスが運行されている[10][11][12]。
- 飯山市立戸狩小学校
- 常盤郵便局
- 千曲川
- 国道117号
- 野沢温泉・野沢温泉スキー場 - 千曲川の対岸、車で約20分。3つ隣の飯山駅からバスが運行されている[3]。

## バス路線

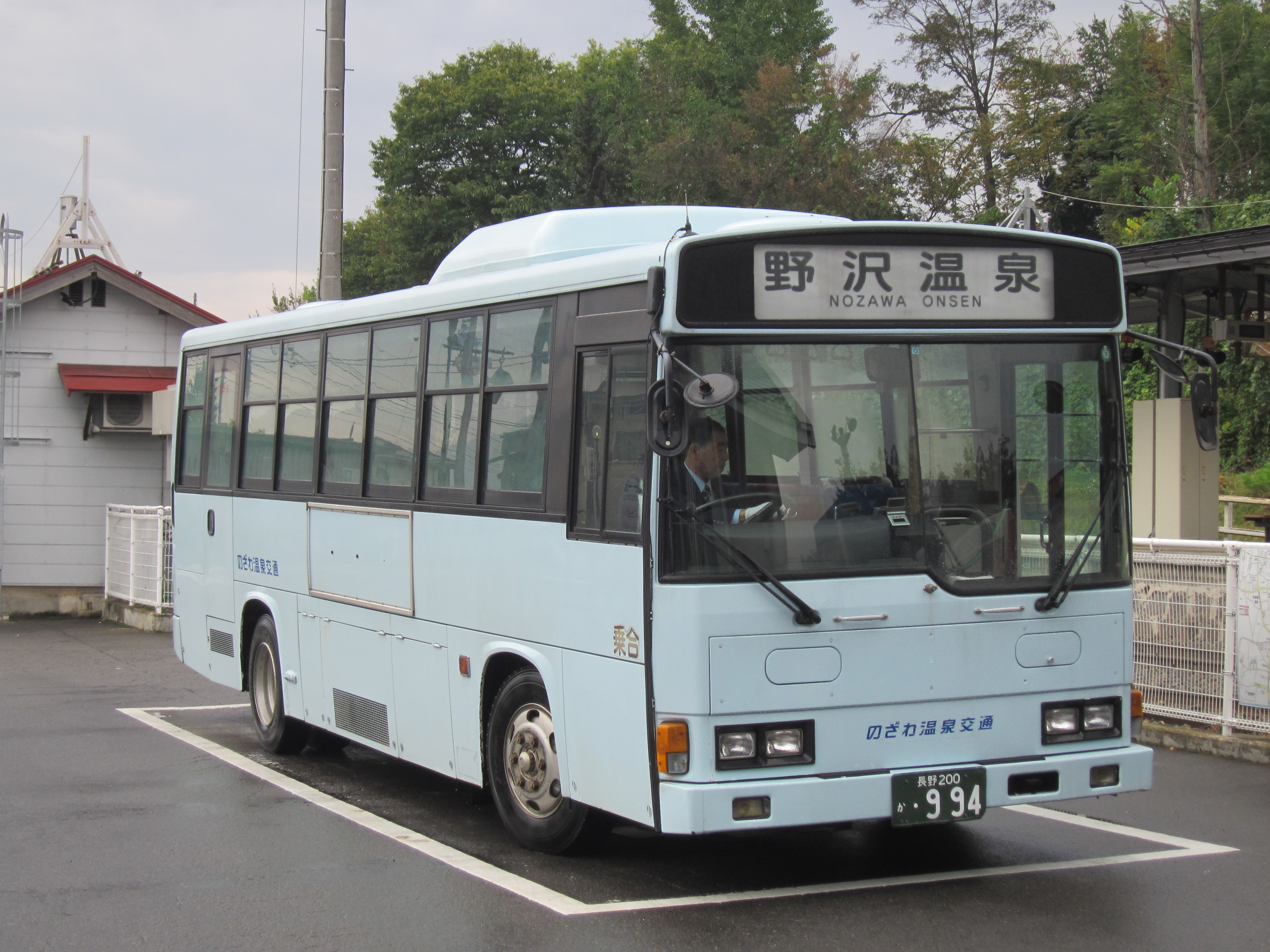
かつて発着していた野沢温泉方面への路線バス

駅前に長電バスの戸狩野沢温泉駅停留所がある。また、下記以外にも飯山市のデマンドタクシー「菜の花タクシー」が発着している（事前に電話予約が必要）。
かつてはのざわ温泉交通による野沢温泉方面への路線バスが発着していたが、2015年（平成27年）3月31日をもって運行を終了した。
- 小境線：飯山駅[11]
- 温井線：飯山駅／柄山[11]

## 隣の駅
東日本旅客鉄道（JR東日本）
■飯山線
- 臨時快速「おいこっと」停車駅

信濃平駅 - 戸狩野沢温泉駅 - 上境駅

### 記事本文